# Daisuke Sudō
Daisuke Sudō (須藤 大輔 Sudō Daisuke?, nacido el 25 de abril de 1977 en Yokohama, Kanagawa) es un exfutbolista japonés. Jugaba de delantero y su último club fue el Fujieda MYFC de Japón.

## Trayectoria

### Clubes
| Club            | País  | Año         |
| --------------- | ----- | ----------- |
| Mito HollyHock  | Japón | 2000 - 2001 |
| Shonan Bellmare | Japón | 2002        |
| Ventforet Kofu  | Japón | 2003 - 2007 |
| Vissel Kobe     | Japón | 2008 - 2009 |
| Fujieda MYFC    | Japón | 2010        |